# Кухари (Кутновський повіт)
Кухари (пол. Kuchary) — село в Польщі, у гміні Кшижанув Кутновського повіту Лодзинського воєводства.
Населення — 179 осіб (2011).
У 1975-1998 роках село належало до Плоцького воєводства.

## Демографія
Демографічна структура станом на 31 березня 2011 року:
|          | Загалом | Допрацездатний вік | Працездатний вік | Постпрацездатний вік |
| -------- | ------- | ------------------ | ---------------- | -------------------- |
| Чоловіки | 91      | 19                 | 60               | 12                   |
| Жінки    | 88      | 17                 | 46               | 25                   |
| Разом    | 179     | 36                 | 106              | 37                   |